# Le occasioni di Rosa
Pour plus de détails, voir Fiche technique et Distribution.
Le occasioni di Rosa est un film italien réalisé par Salvatore Piscicelli, sorti en 1981.

## Synopsis
Rosa, une napolitaine, décide de se prostituer. 

## Fiche technique
- Titre : Le Occasioni di Rosa
- Réalisation : Salvatore Piscicelli
- Scénario : Carla Apuzzo et Salvatore Piscicelli
- Photographie : Renato Tafuri
- Société de production : Falco Film
- Société de distribution : Cineriz (Italie)
- Pays :  Italie
- Genre : Drame
- Durée : 90 minutes
- Dates de sortie : 
  -  Italie : 18 septembre 1981

## Distribution
- Marina Suma : Rosa
- Angelo Cannavacciuolo : Tonino
- Sergio Boccalatte : Gino
- Martin Sorrentino : Pasquale
- Antonella Patti : Anna
- Gianni Prestieri : Angelo
- Fina Ferrara : Marisa

## Distinctions
Lors de la 27e cérémonie des David di Donatello, le film reçoit 4 nominations et remporte le David di Donatello de la meilleure actrice débutante pour Marina Suma.